# Wahlkreis Clydebank and Milngavie (Schottisches Parlament)
| Clydebank and Milngavie                 |
| --------------------------------------- |
| Clydebank and Milngavie · West Scotland |
| Gebildet                                |
| 1999                                    |
| Abgeordneter                            |
| Marie McNair (SNP)                      |
| Regionen                                |
| East Dunbartonshire West Dunbartonshire |

Clydebank and Milngavie ist ein Wahlkreis für das Schottische Parlament. Er wurde 1999 als einer von neun Wahlkreisen der Wahlregion West of Scotland eingeführt, die im Zuge der Revision der Wahlkreise im Jahre 2011 neu zugeschnitten und in West Scotland umbenannt wurde. Hierbei wurden geringe Veränderungen an den Grenzen des Wahlkreises Clydebank and Milngavie vorgenommen. Die namensgebenden Städte Clydebank und Milngavie sind die größten Siedlungen innerhalb des Wahlkreises, der einen Abgeordneten entsendet.
Der Wahlkreis erstreckt sich über eine Fläche von 65,7 km2. Im Jahre 2020 lebten 69.983 Personen innerhalb seiner Grenzen.

## Wahlergebnisse

### Parlamentswahl 1999
| Ergebnisse der Parlamentswahl 1999 | Ergebnisse der Parlamentswahl 1999 | Ergebnisse der Parlamentswahl 1999 | Ergebnisse der Parlamentswahl 1999 |
| Partei                             | Kandidat                           | Stimmen                            | %                                  |
| ---------------------------------- | ---------------------------------- | ---------------------------------- | ---------------------------------- |
| Labour                             | Des McNulty                        | 15.105                             | 45,3                               |
| SNP                                | James Yuill                        | 10.395                             | 31,2                               |
| Liberal Democrats                  | Rod Ackland                        | 4149                               | 12,5                               |
| Conservative                       | Dorothy Luckhurst                  | 3688                               | 11,1                               |

### Parlamentswahl 2003
| Ergebnisse der Parlamentswahl 2003 | Ergebnisse der Parlamentswahl 2003 | Ergebnisse der Parlamentswahl 2003 | Ergebnisse der Parlamentswahl 2003 | Ergebnisse der Parlamentswahl 2003 |
| Partei                             | Kandidat                           | Stimmen                            | %                                  | ±                                  |
| ---------------------------------- | ---------------------------------- | ---------------------------------- | ---------------------------------- | ---------------------------------- |
| Labour                             | Des McNulty                        | 10.585                             | 39,9                               | −5,4                               |
| SNP                                | James Yuill                        | 6051                               | 22,8                               | −8,4                               |
| Liberal Democrats                  | Rod Ackland                        | 3224                               | 12,2                               | −0,3                               |
| Conservative                       | Mary Leishman                      | 2885                               | 10,9                               | −0,2                               |
| Socialist                          | Dawn Brennan                       | 1902                               | 7,2                                | +7,2                               |
| Parteilos                          | Danny McCafferty                   | 1867                               | 7,0                                | +7,0                               |
| Wahlbeteiligung: 26.514 (51,66 %)  |                                    |                                    |                                    |                                    |

### Parlamentswahl 2007
| Ergebnisse der Parlamentswahl 2007 | Ergebnisse der Parlamentswahl 2007 | Ergebnisse der Parlamentswahl 2007 | Ergebnisse der Parlamentswahl 2007 | Ergebnisse der Parlamentswahl 2007 |
| Partei                             | Kandidat                           | Stimmen                            | %                                  | ±                                  |
| ---------------------------------- | ---------------------------------- | ---------------------------------- | ---------------------------------- | ---------------------------------- |
| Labour                             | Des McNulty                        | 11.617                             | 43,4                               | +3,5                               |
| SNP                                | Gil Paterson                       | 8438                               | 31,5                               | +8,7                               |
| Conservative                       | Murray Roxburgh                    | 3544                               | 13,2                               | +2,3                               |
| Liberal Democrats                  | Ashay Ghai                         | 3166                               | 11,8                               | −0,4                               |
| Wahlbeteiligung: 48.700 (54,96 %)  |                                    |                                    |                                    |                                    |

### Parlamentswahl 2011
| Ergebnisse der Parlamentswahl 2011 | Ergebnisse der Parlamentswahl 2011 | Ergebnisse der Parlamentswahl 2011 | Ergebnisse der Parlamentswahl 2011 | Ergebnisse der Parlamentswahl 2011 |
| Partei                             | Kandidat                           | Stimmen                            | %                                  | ±                                  |
| ---------------------------------- | ---------------------------------- | ---------------------------------- | ---------------------------------- | ---------------------------------- |
| SNP                                | Gil Paterson                       | 12.278                             | 43,3                               | +11,8                              |
| Labour                             | Des McNulty                        | 11.564                             | 40,8                               | −2,6                               |
| Conservative                       | Alice Struthers                    | 2758                               | 9,7                                | −3,5                               |
| Liberal Democrats                  | John Duncan                        | 1769                               | 6,2                                | −5,6                               |
| Wahlbeteiligung: 28.369 (53,51 %)  |                                    |                                    |                                    |                                    |

### Parlamentswahl 2016
| Ergebnisse der Parlamentswahl 2016 | Ergebnisse der Parlamentswahl 2016 | Ergebnisse der Parlamentswahl 2016 | Ergebnisse der Parlamentswahl 2016 | Ergebnisse der Parlamentswahl 2016 |
| Partei                             | Kandidat                           | Stimmen                            | %                                  | ±                                  |
| ---------------------------------- | ---------------------------------- | ---------------------------------- | ---------------------------------- | ---------------------------------- |
| SNP                                | Gil Paterson                       | 16.158                             | 49,2                               | +5,9                               |
| Labour                             | Gail Casey                         | 7.726                              | 23,5                               | −17,2                              |
| Conservative                       | Maurice Golden                     | 6.029                              | 18,4                               | +8,6                               |
| Liberal Democrats                  | Frank Bowles                       | 2.925                              | 8,9                                | +2,7                               |
| Wahlbeteiligung: (60,0 %)          |                                    |                                    |                                    |                                    |

### Parlamentswahl 2021
| Ergebnisse der Parlamentswahl 2021 | Ergebnisse der Parlamentswahl 2021 | Ergebnisse der Parlamentswahl 2021 | Ergebnisse der Parlamentswahl 2021 | Ergebnisse der Parlamentswahl 2021 |
| Partei                             | Kandidat                           | Stimmen                            | %                                  | ±                                  |
| ---------------------------------- | ---------------------------------- | ---------------------------------- | ---------------------------------- | ---------------------------------- |
| SNP                                | Marie McNair                       | 17.787                             | 47,2                               | −2,0                               |
| Labour                             | Douglas McAllister                 | 12.513                             | 33,2                               | +9,7                               |
| Conservative                       | Pam Gosal                          | 4.153                              | 11,0                               | −7,4                               |
| Liberal Democrats                  | Katy Gordon                        | 2.987                              | 7,9                                | −1,0                               |
| Parteilos                          | Alexander Robertson                | 220                                | 0,6                                | +0,6                               |
| Wahlbeteiligung: 68 %              |                                    |                                    |                                    |                                    |